# 于麗萍
于 麗萍（う れいへい、繁体字中国語: 于 麗萍、英語: Yu Liping、1993年12月22日 - ）は、中国の女子ラグビー選手。

## プロフィール
- 中国出身[1]。
- ポジションはフランカー(FL)。
- 身長 168cm、体重 66kg

## 略歴
2021年、東京五輪の7人制女子中国代表に選ばれた。